# جون ويلكس (نصاب)
جون ويلكس (بالإنجليزية: John Wilks)‏ (1793-1846) هو محامي، سياسي، كاتب، ومحتال إنجليزي.

## حياته
هو الابن الوحيد لجون ويلكس، من زوجته إيزابيلا (ت 19 يناير 1846)، وتبع مهنة والده كمحامٍ. في عام 1825 حصل على اسم "Bubble Wilks" من خلال تعويم عدد من الشركات المساهمة، وجميعها فشلت ماليًا. في 13 يونيو 1826، أُعيد إلى البرلمان من أجل بلدة سودبوري في سوفولك لصالح اليمنيين.في أبريل 1828 استقال من مقعده، وبعد ذلك بوقت قصير وجهت إليه تهمة التزوير أمام رئيس البلدية، ولكن تمت تبرئته بسبب عدم مثول المدعي عند إطلاق سراحه، حصل ويلكس على منصب مراسل صحيفة The Standard في باريس، حيث يوقع مساهماته في صحف لندن "O. P.Q." في محاولة لإصلاح ثرواته في بورصة باريس ، نشر تقارير كاذبة ، وأمره رئيس الشرطة بمغادرة فرنسا في غضون أربعة أيام.  الأصدقاء، ومع ذلك، تم إلغاء الأمر. ثم قام بعد ذلك بتأسيس شركة مساهمة لتأسيس جريدة "The London and Paris Courier". بعد أن ظهرت لبضعة أشهر، فر ويلكس، تاركا ديونًا ليسددها شريك إنجليزي. بعد فترة وجيزة استغل شركة أخرى لتمويل مجلة شهرية تسمى لا ريفيو بروتوستانتي.
بعد تشكيل شركة باريس لتسليم الطرود الغير ناجحة، عاد ويلكس إلى لندن، واستقر في شارع سري، ستراند، وحاول إنشاء معهد للمؤلفين. كان مشروعه الأخير إنشاء سجل كتابي احتيالي. قبل أن يتم الكشف عن عدم نزاهته، توفي ويلكس فجأة في تشيلسي، في 17 يناير 1846، ولم يترك أي دلائل.
بعد عودته إلى إنجلترا، كان ويلكس مساهمًا في مجلة فريزر، حيث قدم ذكريات لويس فيليب وغيره من الفرنسيين البارزين.

## أعماله
كان ويلكس مؤلف:
- A Christian Biographical Dictionary، London، 1821.
- Memoirs of Queen Caroline، London، 1822، 2 vols.